# Sint-Augustinuskerk (Sint-Katelijne-Waver)

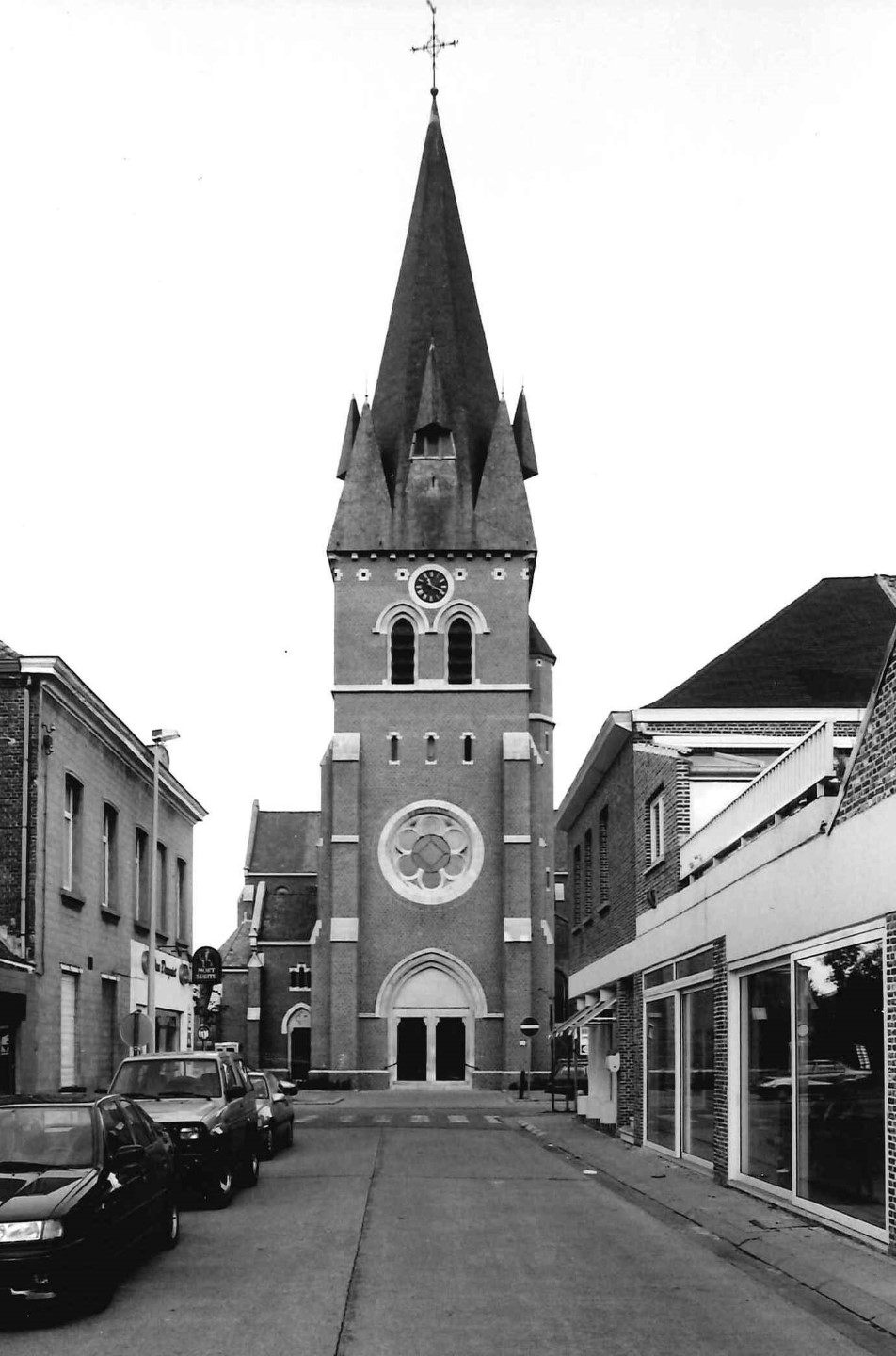
Sint-Augustinuskerk

De Sint-Augustinuskerk is de parochiekerk van de tot de Antwerpse gemeente Sint-Katelijne-Waver behorende plaats Elzestraat, gelegen aan de Clemenceaustraat.

## Geschiedenis
Elzestraat ontwikkelde zich in de 2e helft van de 19e eeuw, maar de bevolking was verdeeld over drie parochies. Vooral baron August de Reynegom de Buzet ijverde voor een eigen parochie. In 1877 kocht hij een huis aan de Groenstraat dat hij als Sint-Augustinuskapel liet inrichten. Deze kapel werd in 1886 verheven tot parochiekerk.
In 1888-1889 werd een definitieve kerk gebouwd naar ontwerp van Henri Meyns. Deze werd in september 1914 zwaar beschadigd, doch na de oorlog hersteld naar het oorspronkelijke uitzicht. In de jaren '90 van de 20e eeuw werd de kerk gerestaureerd.

## Gebouw
Het betreft een neogotische bakstenen kruisbasiliek met driezijdig afgesloten koor die naar het noordwesten georiënteerd is. De zware voorgebouwde toren heeft drie geledingen en een hoge vierzijdige spits die voorzien is van dakkapellen.